# ناحیه ماندوتو
ناحیه ماندوتو (به لاتین: Mandoto) یک منطقهٔ مسکونی در ماداگاسکار است که در واکینانکاراترا واقع شده‌است. ناحیه ماندوتو ۴٬۵۰۰ کیلومتر مربع مساحت و ۲۲۷٬۸۰۰ نفر جمعیت دارد و ۸۱۷ متر بالاتر از سطح دریا واقع شده‌است.